# Fußball-Amateurliga Bremen 1971/72
Die Fußball-Amateurliga Bremen 1971/72 war die dreiundzwanzigste Spielzeit der höchsten Amateurklasse des Bremer Fußball-Verbandes. Meister wurde der Blumenthaler SV. 

## Abschlusstabelle
| Platz | Verein                 | Sp. | Tore  | Punkte |
| ----- | ---------------------- | --- | ----- | ------ |
| 1.    | Blumenthaler SV        | 28  | 63:20 | 48:08  |
| 2.    | Werder Bremen Amat.    | 28  | 70:30 | 41:15  |
| 3.    | Bremer SV              | 28  | 50:27 | 37:19  |
| 4.    | SG Oslebshausen        | 28  | 53:40 | 33:23  |
| 5.    | AGSV Bremen            | 28  | 58:49 | 33:23  |
| 6.    | TuS Schwachhausen      | 28  | 41:43 | 26:30  |
| 7.    | TSV Wulsdorf           | 28  | 48:64 | 26:30  |
| 8.    | Hastedter TSV          | 28  | 39:40 | 25:31  |
| 9.    | Lüssumer TV (N)        | 28  | 41:62 | 25:31  |
| 10.   | Bremen 1860            | 28  | 47:49 | 24:32  |
| 11.   | Sparta Bremerhaven (N) | 28  | 59:64 | 24:32  |
| 12.   | Eintracht Bremen       | 28  | 54:61 | 23:33  |
| 13.   | ATS Buntentor (N)      | 28  | 33:59 | 22:34  |
| 14.   | BBV Union              | 28  | 39:60 | 18:38  |
| 15.   | SV Hemelingen          | 28  | 26:53 | 15:41  |

(N) Aufsteiger

## Aufstieg und Deutsche Amateurmeisterschaft
Der Meister Blumenthaler SV hatte in der anschließenden Aufstiegsrunde zur Regionalliga Nord keinen Erfolg.
Als Bremer Vertreter nahm die Amateurmannschaft von Werder Bremen an der Deutschen Amateurmeisterschaft 1972 teil und schied im Achtelfinale gegen den TSV Marl-Hüls aus.